# 阿尔伯特县
阿尔伯特县（英語：Albert County）位于加拿大新不伦瑞克省东南部。在1967年该县政府被撤销前，县治为霍普韦尔角（Hopewell Cape）。该县成立于1845年，得名于阿尔伯特王子。2005年，该县总人口为26,749。

## 行政区划
- 镇
  - 河景镇(Riverview)
- 村
  - 希尔斯伯勒(Hillsborough)
  - 河滨-阿尔伯特村(Riverside-Albert)
  - 阿尔玛村(Alma)
- 堂区
  - 阿尔玛(Alma)
  - 霍普韦尔(Hopewell)